# Websteromyces verruculosum
Websteromyces verruculosum är en svampart som beskrevs av W.A. Baker & Partr. 2000. Websteromyces verruculosum ingår i släktet Websteromyces, divisionen sporsäcksvampar och riket svampar.   Inga underarter finns listade i Catalogue of Life.